# One (Sleep Token)
One è l'EP di debutto del gruppo musicale britannico Sleep Token, pubblicato indipendentemente il 2 dicembre 2016.
Il disco si compone di tre brani, tra cui il singolo Thread the Needle, diffuso l'8 settembre dello stesso anno.

## Tracce
Testi e musiche di Leo George Faulkner.
1. Thread the Needle – 6:36
2. Fields of Elation – 4:36
3. When the Bough Breaks – 7:38

Tracce bonus nell'edizione CD
1. Thread the Needle (Piano) – 3:56
2. Fields of Elation (Piano) – 3:34
3. When the Bough Breaks (Piano) – 5:00